# Villeneuve-de-Marc
Villeneuve-de-Marc är en kommun i departementet Isère i regionen Auvergne-Rhône-Alpes i sydöstra Frankrike. Kommunen ligger i kantonen Saint-Jean-de-Bournay som tillhör arrondissementet Vienne. År 2022 hade Villeneuve-de-Marc 1 162 invånare.

## Befolkningsutveckling
Antalet invånare i kommunen Villeneuve-de-Marc
Referens:INSEE